# Leva Bates
Leva Bates (nacida el 21 de mayo de 1983) es una luchadora profesional estadounidense, también conocida bajo el seudónimo de Blue Pants, quien actualmente trabaja con All Elite Wrestling. Pants ha hecho apariciones para grandes empresas de lucha libre como WWE, TNA y Shimmer. 
Bates es conocida por su uso de cosplay en sus atuendos del ring; regularmente vestida como personajes de películas, videojuegos, y cómics, lo que le ha valido el apodo de The Queen of Cosplay. Entre los más famosos que ha realizado se encuentran: Harley Quinn, Los X-Men, The Hardy Boyz, The Undertaker, Ash Ketchum, Kenny Omega y Shinsuke Nakamura.

## Carrera

### Inicios (2006–2009)
Bates fue entrenada por la academia Team 3D Academy e hizo su debut como luchadora profesional en 2006. En los tres años siguientes luchó principalmente en Southeastern Estados Unidos, incluyendo para Southeastern Championship Wrestling (SCW) y Coastal Championship Wrestling. En SCW, Bates obtuvo el SCW Women's Championship el 8 de noviembre del 2008, tras derrotar a Betsy Ruth y Lexie Fyfe en un three-way match. También apareció para World Xtreme Wrestling, comenzando en 2009, luchando contra Betsy Ruth y Malia Hosaka entre otros.

### Shimmer Women Athletes (2009–presente)
Bates debutó para Shimmer Women Athletes en 2009 durante el Volumen 28, cuando ella y Kimberly Kash perdieron en un tag team match ante Kacey Diamond y Sassy Stephie. Bates regresó el siguiente show en 2010, donde derrotó a She Nay Nay en un dark match antes de perder ante Malia Hosaka en el Volumen 30. En los Volúmenes 33 y 34, Leva perdió ante Allison Danger y Melanie Cruise respectivamente, antes de derrotar a Cat Power en el Volumen 36. Comenzando en el Volumen 37 en marzo de 2011, Bates formó un equipo con Allison Danger, conocido como Regeneration X. Durante el siguiente año ambas derrotaron a Jamilia Craft, Mia Yim, Sassy Stephie y Nevaeh, pero perdieron ante Nikki Roxx, Ariel y The Knight Dynasty (Britani y Saraya Knight). El 17 de marzo de 2012, Regeneration X fallo tratando de ganar el Shimmer Tag Team Championship siendo derrotadas por Ayako Hamada y Ayumi Kurihara, y nuevamente fueron derrotadas en un four-way match durante el Volumen 48 el día siguiente. En 2013, Bates regresó para competir individualmente, siendo derrotada por Cheerleader Melissa después de retarla en un combate por el Shimmer Championship el 19 de octubre en el Volumen 58. El resto de 2013 y 2014 luchó contra Nikki Storm, Marti Belle, Veda Scott, y Jessicka Havok.

### Shine Wrestling (2012–presente)

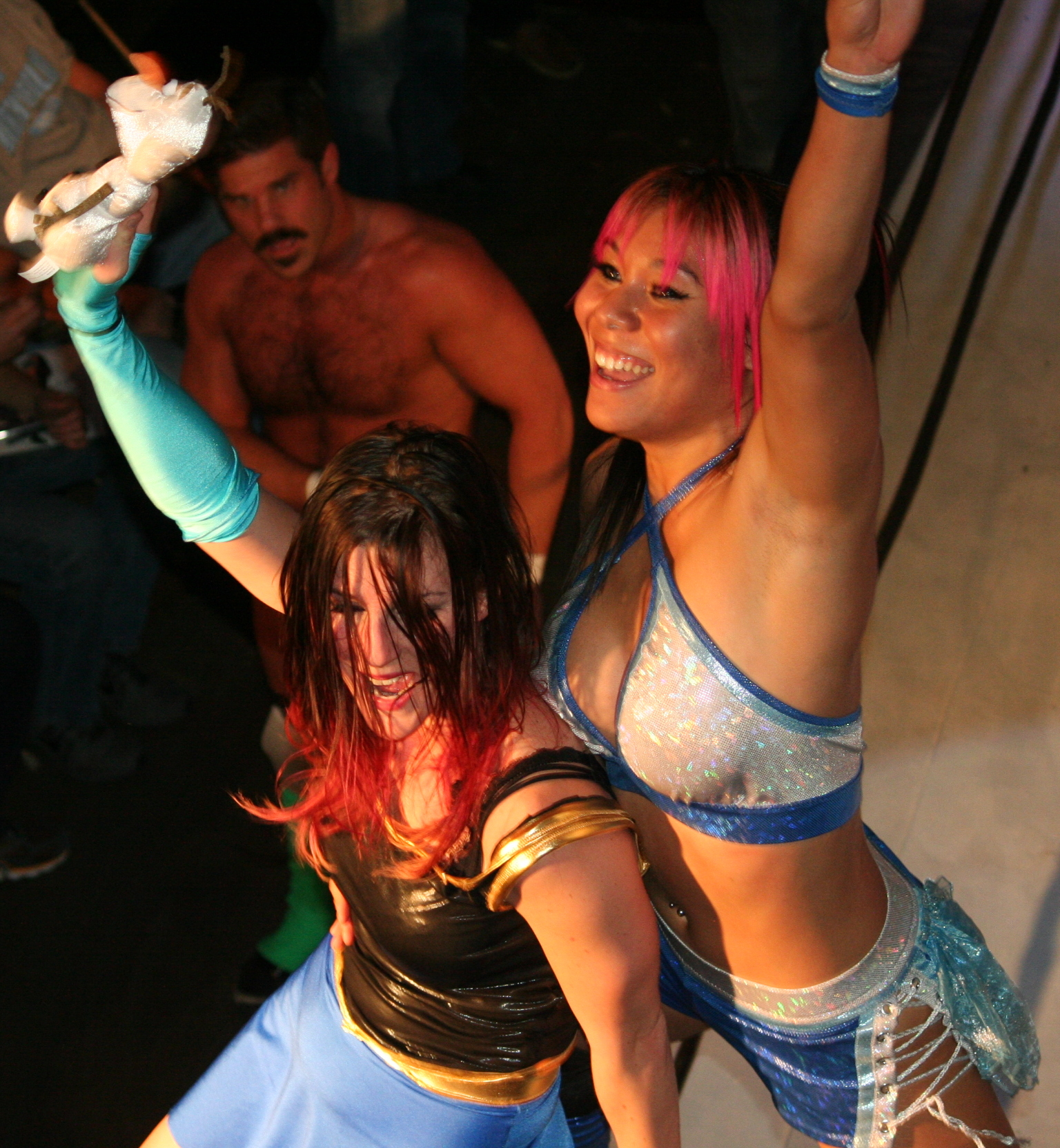
The Lucha Sisters (Bates, izquierda, y Mia Yim) en noviembre de 2014

Bates debutó para Shine Wrestling durante su primer evento en julio de 2012; inicialmente como luchadora individual, Bates se enfrentó a Mercedes Martínez, Portia Perez, y Jessicka Havok, antes de tener una serie de combates contra Kimberly, con ambas garantizando varias victorias. Esto se convirtió en un Last Woman Standing match en Shine 7, el cual Bates ganó. Después de ser atacada antes del combate por Kimberly, ambas se enfrentaron en Shine 8 en un Fans Bring the Weapons I Quit match, el cual Kimberly ganó por obstrucción del árbitro. El feudo terminó en Shine 9 cuando Bates ganó un "Arkham Asylum" steel cage match. Bates entonces compitió en un torneo para determinar a la campeona inaugural del Shine Championship, derrotando a Taylor Made antes de perder ante Mia Yim. Esto fue seguido de un feudo entre Nevaeh, el cual fue acompañado de un hardcore match en Shine 15 ganado por Bates.
En febrero del 2014, Bates hizo equipo con Mia Yim entrando en un torneo para determinar a las primeras Shine Tag Team Champions. Conocidas como The Lucha Sisters, ambas derrotaron a The Kimber Bombs (Cherry Bomb y Kimber Lee) seguido de Jessie Belle Smothers y Sassy Stephie en ruta para llegar a la final, donde ambas derrotaron a Made in Sin (Taylor Made y Allysin Kay). Ambas exitosamente defendieron el título ante Evie, Madison Eagles, Candice LeRae e Ivelisse, antes de perderlo ante Legendary (Brandi Wine y Malia Hosaka) en Shine 20 el 27 de junio, del 2014. The Lucha Sisters fallaron tratando de recuperar el campeonato durante una revancha en Shine 21 en agosto.

### Otras promociones (2008–presente)
Bates apareció el 28 de mayo, del 2008, en un episodio de Total Nonstop Action Wrestling' Impact!, aceptando el reto de Awesome Kong por $25,000. Más tarde obtuvo un combate try-out para la compañía contra Isis the Amazon en febrero de 2011, pero fue derrotada. En septiembre de 2012, Bates nuevamente apareció en Impact Wrestling, personificando a una tramoyista que ayudó a Aces & Eights facción abducida Sting y Hulk Hogan.
Bates debutó en Full Impact Pro (FIP) en mayo de 2008, cuando ella y Rain derrotaron a Portia Perez y Mimi en un tag team match. Bates hizo su regreso cinco años después, como parte de un Shine Wrestling showcase match contra Solo Darling el 9 de agosto, del 2013. Leva continuó haciendo apariciones para FIP a lo largo de 2013 y 2014, como mánager de Dos Ben Dejos (Jay Rios y Eddie Cruz), junto a Mia Yim. También hizo apariciones de lucha esporádicas para la compañía, usualmente contra Darling o Su Yung.

### WWE (2014-2015)

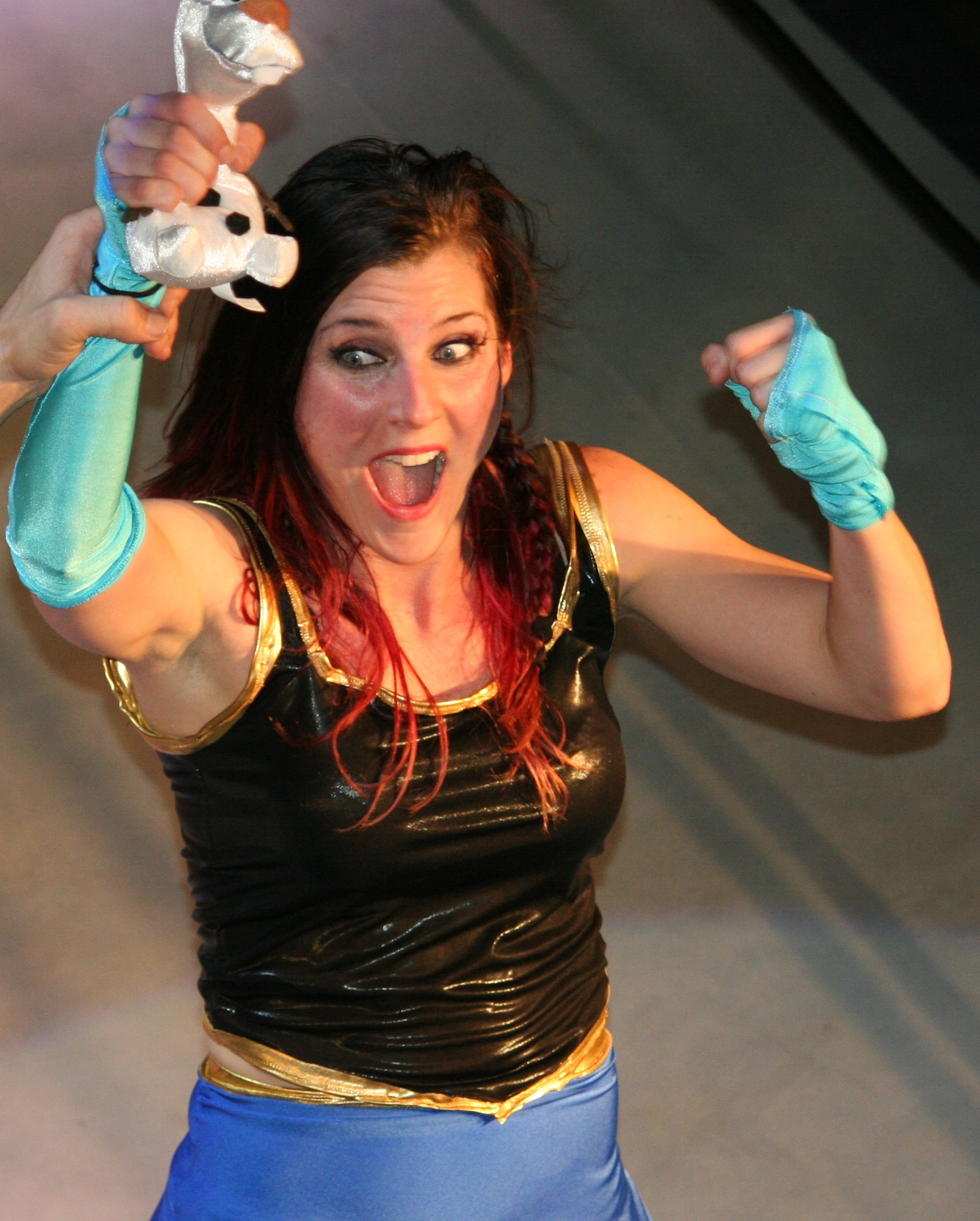
Bates en noviembre de 2014

Bates hizo su debut en el territorio de desarrollo de WWE el 16 de octubre, del 2014, en un episodio de WWE NXT, como un enhancement talent, siendo derrotada por la debutante Carmella. Bates fue introducida bajo el nombre de "Blue Pants" por Enzo Amore y Colin Cassady debido a su atuendo del ring azul, conservando el nombre para sus apariciones posteriores. Hizo su regreso en NXT el 23 de octubre, perdiendo nuevamente ante Carmella, el combate fue transmitido el 27 de noviembre. Blue Pants obtuvo su primera victoria el 1 de enero, del 2015, en un episodio de NXT, derrotando a Carmella en su tercer combate. Bates continuo haciendo más apariciones en los episodios del 18 de febrero y el 15 de abril, perdiendo ante la Campeona Femenina de NXT Sasha Banks y Dana Brooke respectivamente.
Bates hizo una aparición sorpresa durante NXT TakeOver: Brooklyn el 22 de agosto, dirigiendo a The Vaudevillains (Aiden English y Simon Gotch), donde ellos ganaron los NXT Tag Team Championship. Leva también tuvo un altercado con Alexa Bliss durante el combate. Bliss la derrotaría en un combate individual el 2 de septiembre en NXT.
Leva Bates haría su última aparición el 2 de diciembre en un episodio de NXT, enfrentándose ante Nia Jax, saliendo derrotada.

### All Elite Wrestling (2019-presente)
El 22 de abril de 2019, All Elite Wrestling (AEW) anunció la contratación de Bates. El 29 de junio, Bates debutó en Fyter Fest en el pre-show cayendo derrotado ante Allie. El 31 de agosto, Bates hizo apareció en el evento de All Out en el pre-show en el Women's Casino Battle Royale por una oportunidad por el Campeonato Mundial Femenino de AEW donde fue eliminada y ganada por Nyla Rose. El 22 de octubre, Bates apareció en AEW Dark cayendo derrotada ante Nyla Rose.
El 10 de agosto de 2020, Bates hace su debut como luchadora tras participar en el torneo de Women's Tag Team Cup Tournament: The Deadly Draw haciendo equipo con Rache Chanel cayendo derrotadas por Big Swole y Lil' Swole en la primera ronda.

## Vida personal

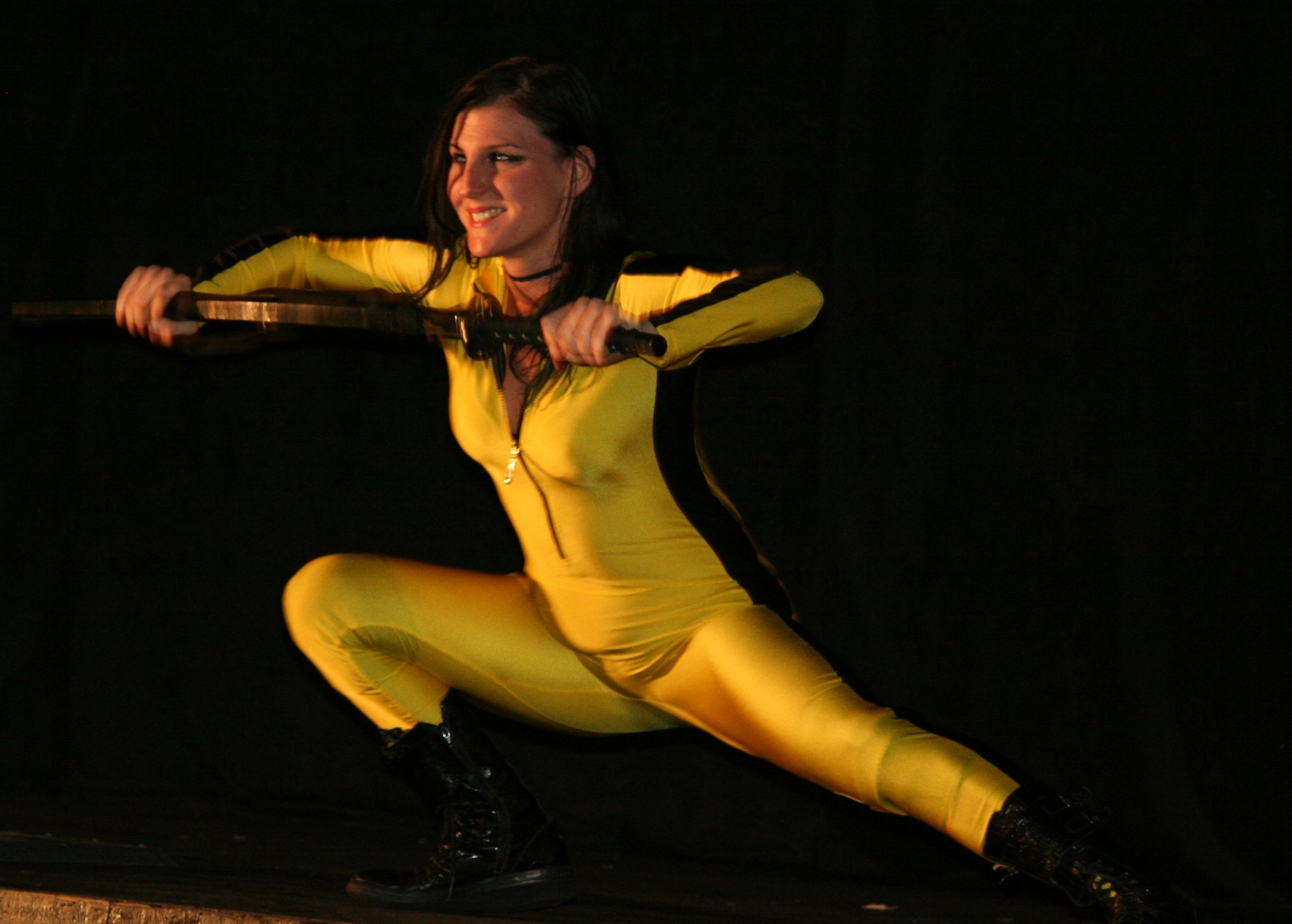
Bates vestida como The Bride de Kill Bill en marzo de 2014

Bates tiene una licenciatura en teatro y producción de radio/televisión con un menor en danza de la Universidad Estatal de Murray.
Ella trabaja durante la semana como uno de los artistas en el parque temático Universal Orlando. Leva confesó que cumplió su sueño de luchar para WWE aún sin estar bajo contrato, ya que había ganado una lucha, luchó contra la campeona femenina, tuvo storyline, tema de entrada propio y una lucha en un PPV.
Después de su repentina desaparición de NXT se supo que Bates había tenido problemas con luchadores y luchadoras del territorio de desarrollo, después de que estos se quejaran con los directivos por el manejo de Leva, pues alegaban que recibía más promoción, oportunidades y protagonismo que los mismos talentos bajo contrato.

## Campeonatos y logros
- Coastal Championship Wrestling
  - CCW Women's Championship (1 vez, actual)[3]

- Pro Wrestling Illustrated
  - Situada en el N°49 en el PWI Female 50 en 2012[26]
  - Situada en el N°40 en el PWI Female 50 en 2013[27]
  - Situada en el N°31 en el PWI Female 50 en 2014[28]
  - Situada en el N°28 en el PWI Female 50 en 2015[29]
  - Situada en el N°68 en el PWI Female 100 en 2018
  - Situada en el Nº77 en el PWI Female 100 en 2019

- Shine Wrestling
  - Shine Tag Team Championship (1 vez) – con Mia Yim[30]

- Southeastern Championship Wrestling
  - SCW Women's Championship (1 vez)[3]

- United States Championship Wrestling
  - USCW Women's Championship (1 vez)[3]